# Новозвановка
Новозвановка (укр. Новозванівка) — село в Северодонецком районе Луганской области Украины. До 2020 года входил в состав упразднённого  Попаснянского района. Население по переписи 2001 года составляло 168 человек. Занимает площадь 1,825 км².